# Sergio Saraceni
Pour les articles homonymes, voir Saraceni.
Sergio Guilherme Nunes Saraceni, né à Rio de Janeiro le 1er novembre 1952, est un musicien, compositeur, arrangeur et producteur très actif sur le marché de la bande originale de 1975 à 2014.

## Biographie

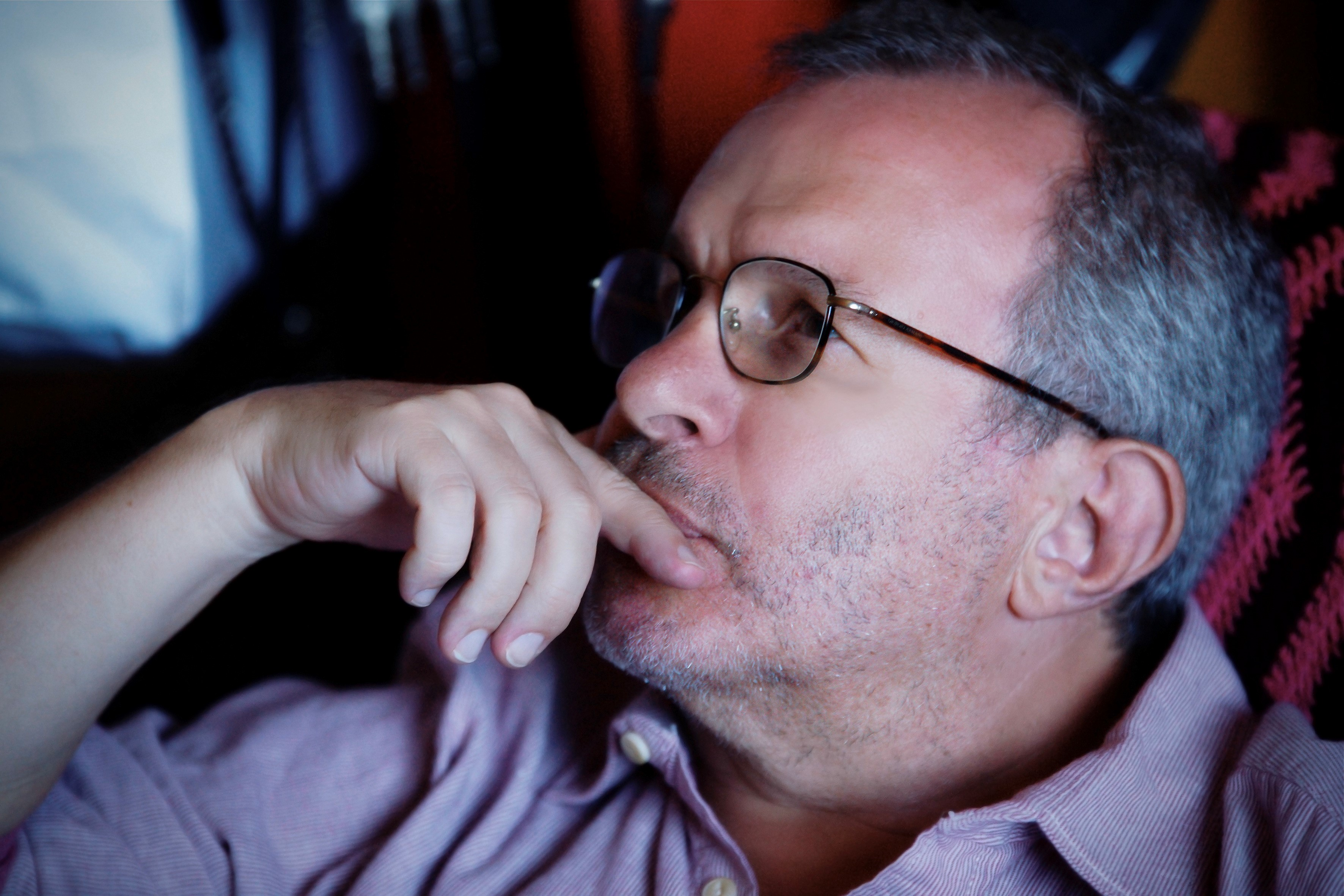

En 1962, encore un garçon, à l'âge de neuf ans, Saraceni rencontre le compositeur Antônio Carlos Jobim lors de l'enregistrement de la musique originale du long métrage « Porto das Caixas », réalisé par son oncle Paulo Cezar Saraceni. Ce fait allait changer sa vie pour toujours, et à partir de ce moment-là, Saraceni aurait sa trajectoire entrelacée avec la musique et la figure de Jobim, son grand mentor et inspiration, devenu de bons amis et partenaires dans des conversations sans fin dans les bars d'Ipanema et de Leblon.
Dès l'âge de onze ans, toujours encouragé par son père et sa famille, il étudie la guitare classique avec Jodacil Damaceno, le piano avec Manoel Correa do Lago et Clelia Ognibene, la théorie avec George Kiszely, l'orchestration et la composition avec Eunice Katunda, la théorie et le solfège avec Bohumil Med. Il a étudié l'orchestration avec Francis Hime. À 19 ans, il obtient la première place au concours d'entrée à l'école de musique Instituto Villa-Lobos-Fefierj (1971), actuellement UniRio. Parallèlement, il entre au cursus de droit de l'Universidade do Estado da Guanabara, UEG, actuellement Université d'État de Rio de Janeiro.

### Trajectoire professionnelle
Il s'installe aux États-Unis en 1972, étudiant l'arrangement et la composition au prestigieux Berklee College of Music de Boston (sans diplôme). Saraceni a été l'un des premiers Brésiliens à arriver à l'école, considérée comme le centre d'études de jazz et de musique populaire le plus renommé au monde.

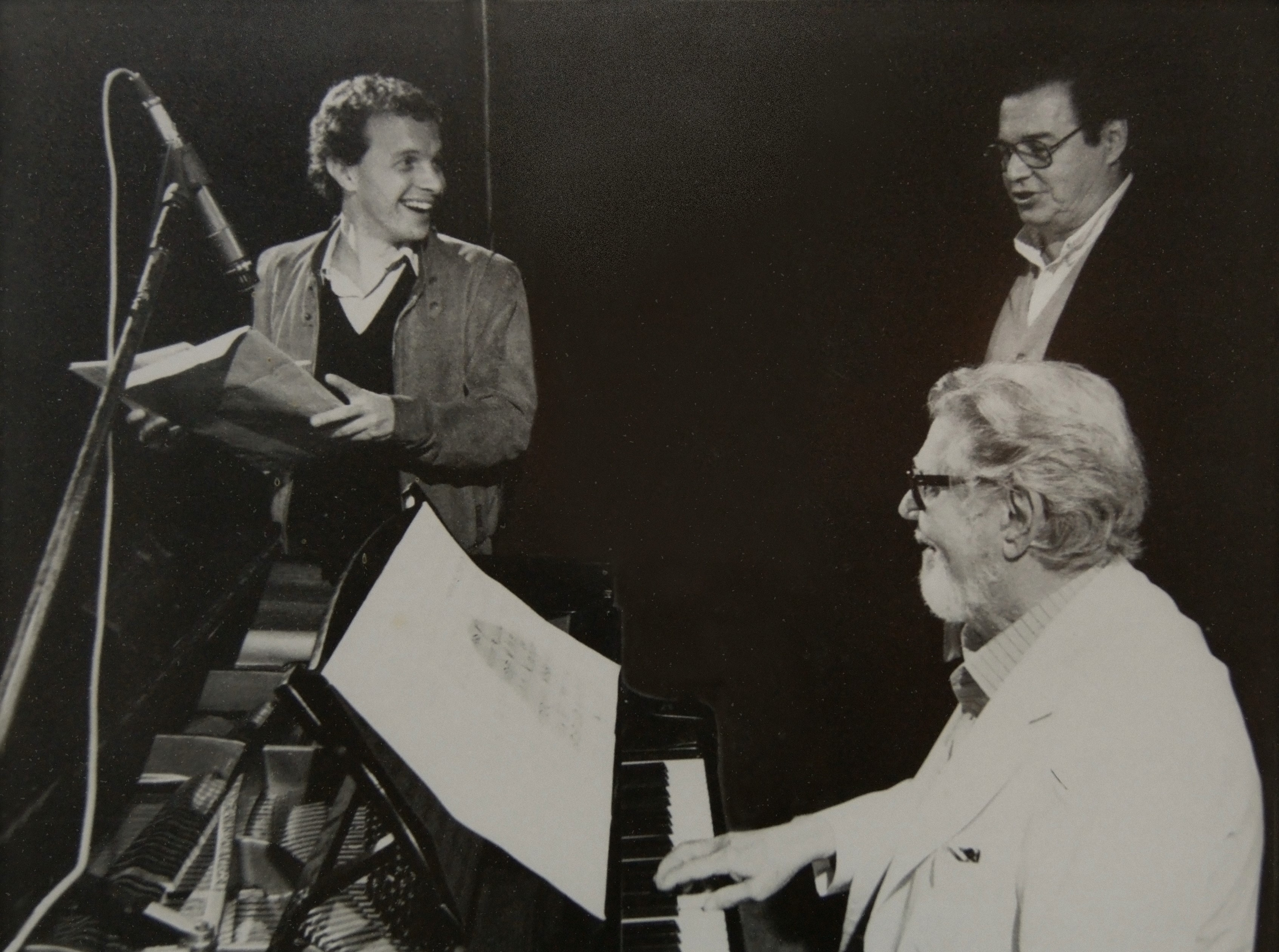

De retour au Brésil en 1975, il travaille comme professeur, enseignant la guitare classique, le piano et le solfège, jouant dans de petits groupes et accompagnant des chanteurs populaires tels que Nana Caymmi, Emílio Santiago, Beth Carvalho, entre autres.
En 1977, il écrit la bande originale de son premier film, dans le film primé Anchieta, José do Brasil, un long métrage réalisé par son oncle Paulo Cezar Saraceni, une œuvre interprétée par l'Orchestre symphonique de l'État de São Paulo, sorti sur disque par l'étiquette Bandeirantes, de l'État de São Paulo.
De là, il a commencé une longue et fructueuse carrière en tant que compositeur de musiques de films et de télévision. Il a joué la musique de plus de 40 longs métrages, d'innombrables documentaires, ayant travaillé avec certains des cinéastes brésiliens les plus importants. Il a collaboré avec Radamés Gnattali à la production et à l'enregistrement de la bande originale du film They Don't Wear Black-Tie (1980) de Leon Hirszman. Prix du meilleur film du jury à l'important Festival du film de Venise en Italie en 1982. En 1997, il décide de mettre fin à sa carrière de compositeur de films.

#### À la télévision brésilienne
En 1978, après un bref stage dans le département musical de TV Globo, il rejoint en tant qu'arrangeur l'ancien et célèbre programme de l'auditorium Globo de Ouro, où les chanteurs les plus célèbres des hit-parades se produisent en direct, avec chœur et orchestre, ou de petits ensembles. Pendant ce temps, il a construit une amitié solide, un partenariat professionnel et une convivialité avec le maestro Radamés Gnattali, jusqu'à sa mort en 1988, à Rio de Janeiro.
En 1979, il a commencé un travail de pionnier aux côtés des chefs d'orchestre Waltel Branco et Geraldo Vespar, écrivant les premières compositions pour des feuilletons et des séries télévisées, un travail qui a ouvert la voie à Rede Globo et à d'autres diffuseurs, visant à créer des noyaux de composition de partition originaux pour les œuvres.
Jusqu'au début des années 80, il n'y avait aucune inclusion de musique originale composée par des musiciens et compositeurs brésiliens, tous les programmes dramatiques de TV Globo étaient sonorisés par des disques et des bandes sonores américains et européens. Dans cette période, l'amitié et la connaissance de Saraceni avec Jobim et Radamés ont été renforcées.
Dans sa carrière à la télévision, les compositions et la direction musicale de Saraceni se sont démarquées pour les mini-séries Anos Dourados (1985) et O Tempo e o Vento (1984) et dans de nombreux feuilletons à succès, tels que Vale Tudo - 1988, Roque Santeiro- 1985, parmi des dizaines d'autres travaux.
En 1993, à l'invitation du réalisateur Nilton Travesso, il passe de TV Globo à SBT pour un nouveau projet de création d'un centre de production de musique originale pour la dramaturgie, chose inédite à cette station. Il est resté au SBT jusqu'en 1995, date à laquelle il a quitté son poste de directeur musical. À sa sortie, il poursuit ses activités de compositeur et producteur de bandes sonores pour le cinéma et la publicité. En 1995, à l'invitation de Cecília Conde, il enseigne l'orchestration (1995/1996) au Conservatoire Brésilien de Musique, à Rio de Janeiro.
En 1997, à l'invitation du directeur musical Aluísio Didier, il assume le rôle de producteur musical responsable des bandes sonores de la chaîne Globonews. En 1999, il réintègre le noyau dramaturgique de TV Globo, en tant que producteur, arrangeur et compositeur.
Tout au long de sa carrière télévisuelle et cinématographique, Sergio Saraceni a travaillé avec certains des réalisateurs de télévision et de cinéma les plus importants du pays, tels que Roberto Talma, Walter Avancini, Paulo Ubiratan, Denise Saraceni, Roberto Farias, Dennis Carvalho, Jorge Fernando, Ricardo Waddington, Nilton Travesso, Daniel Filho, Paulo Cezar Saraceni, Nelson Pereira dos Santos, Carlos Manga, Paulo Thiago, Fábio Barreto, Paulo José, parmi tant d'autres.

#### Prix
Sergio Saraceni a participé aux plus importants festivals de cinéma brésilien (récompensé cinq fois), dans les années 80 et 90, à Gramado également à Brasilia et a reçu des prix dans les chaînes de télévision où il est passé.
En août 2021, il a reçu le prix Remo Usai de l'Association des compositeurs de musique pour l'audiovisuel), pour son travail en 40 ans en tant que compositeur de cinéma et de télévision. D' autres noms importants ont reçu le même prix sont Edino Krieger, Sérgio Ricardo, Waltel Branco et Geraldo Vespar.

##### Vie privée
Il met fin à sa carrière professionnelle en 2014, s'installant à Petrópolis, une région montagneuse de Rio de Janeiro, où il vit avec sa femme Raquel, et proche de son fils Bruno et de ses petits-enfants.

## Carrière
D'après immub.org et l'IMDb. 

### En tant que compositeur de musique de films

#### Au cinéma
- 1977 : Anchieta, José do Brasil (pt)) de Paulo Cezar Saraceni
- 1980 : Um Ladrão de Nelson Pereira dos Santos
- 1980 :  Dá-lhe Rigoni  (court-métrage)
- 1981 :  Engraçadinha
- 1982 : Insônia (pt) de Nelson Pereira dos Santos
- 1982 : Beijo na boca (pt) de Paulo Sergio de Almeida
- 1982 : Ao sul do meu corpo (pt) de Paulo Cezar Saraceni
- 1983 : Les Chemins de la vie (Na Estrada da vida) de Nelson Pereira dos Santos
- 1984 :  Plus heureux que jamais (Nunca Fomos tão Felizes (pt)) de Murilo Salles
- 1984 : Águia na Cabeça (pt) de Paulo Thiago
- 1985 :  Muda Brasil
- 1985 :  Noite
- 1985 : O Rei do Rio (pt) de Fabio Barreto
- 1986 :  Baixo Gávea
- 1986 : Fulaninha (pt) de David Névés
- 1986 : Os Trapalhões e o Rei do Futebol (pt) de Carlos Manga
- 1988 : Policarpo Quaresma (pt) de Paulo Thiago
- 1988 : Natal da Portela (pt) de Paulo Cezar Saraceni
- 1988 : Banana split (pt) de Paulo Sergio de Almeida
- 1990 :  1930 - Tempo de Revolução
- 1991 :  Vai Trabalhar, Vagabundo II
- 1997 :  Policarpo
- 1998 : O viajante (pt) de Paulo Cezar Saraceni

#### À la télévision
- 1986 :  Tenda dos Milagres (mini-série télévisée, 30 épisodes)
- 1988 :  Caso Especial (série télévisée, 1 épisode)
- 1990 :  A, E, I, O... Urca (mini-série télévisée, 13 épisodes)
- 1992 :  Story of O, the Series  (série télévisée)
- 2003 :  Celebridade  (série télévisée)
- 2010 :  Dalva e Herivelto: Uma Canção de Amor  (mini-série télévisée)

### En tant que compositeur et directeur musical
| An   | Programme                               | Programme  |
| ---- | --------------------------------------- | ---------- |
| 1984 | O Tempo e o Vento (Le Temps et le Vent) | minisérie  |
| 1985 | Anos Dourados (pt)                      | minisérie  |
| 1985 | Roque Santeiro                          | feuilleton |
| 1988 | Vale Tudo                               | feuilleton |
| 2000 | A Muralha (pt)                          | minisérie  |
| 2000 | O Cravo e a Rosa                        | feuilleton |
| 2003 | Celebridade                             | feuilleton |
| 2004 | Belíssima                               | feuilleton |
| 2010 | Dalva & Herivelto (pt)                  | minisérie  |
| 2010 | Passione                                | feuilleton |
| 2012 | Cheias de Charme                        | feuilleton |